# Cleistes miersii
Cleistes miersii là một loài thực vật có hoa trong họ Lan. Loài này được Gardner mô tả khoa học đầu tiên năm 1842.